# تي110
دبابة تي110 عبارة عن مشروع للدبابات الثقيلة تم إلغاؤه في الخمسينيات، وكان من المقرر أن تحل محل دبابة إم 103. تم وضع قيود على حجم الدبابة حيث كان من المفترض أن تمر عبر الأنفاق الضيقة لجبال الألب في بيرن، ولكن لم يجرِ التقيد بأي من هذه القيود، في آخر المطاف لم تدخل أي دبابة من الدبابات في هذا المشروع في الخدمة. كان من المخطط له أن تصمم هذه الدبابات في المشروع من قِبل شركة كرايسلر، ولكن لم يتم تصنيع أي مركبات على الإطلاق. كان من المقرر تشغيل الدبابات بواسطة محرك من كونتيننتال موتورز إيه في-1790-3 بقوة تصل إلى 875 حصانا.  

## اقتراحات
كان هناك 5 مقترحات مختلفة قبل إلغاء برنامج تي110، وجميعها مزودة بمدفع مضاد للدبابات من عيار 120 ملم سمي تي123إي1. بعد إلغاء البرنامج طور المدفع إلى مدفع عيار 120 مم أم58. 

### تي110إي3[2]
الاقتراح الثالث من مشروع تي110، جهزت ببرج غير متحرك. 

### تي110إي4[3]
كانت دبابة تي110إي4 استجابة شركة كرايسلر لمشاكل الطاقة في دبابة تي110إي3. تم تصميم الدبابة لاستخدام محرك أيه اوه إي-1490 من شركة كونتيناتل موتورز. الموجودة في الجزء الخلفي من الهيكل مع ناقل الحركة. 

### تي110إي5[4]
كانت دبابة تي110إي5 هي الاقتراح الخامس والأخير في إطار برنامج تي110 من قبل كرايسلر. على عكس التصميمات السابقة، تمتلك الدبابة برجًا، على الرغم من أنه مزود بمدفع مضاد للدبابات 120 ملم تي123.